# 麻布台ヒルズ森JPタワー
麻布台ヒルズ森JPタワー（あざぶだいヒルズもりジェイピータワー）は、東京都港区麻布台一丁目にある超高層ビルである。複合商業施設「麻布台ヒルズ」の中核を担うビルである。
高さは330 mで、日本一高い超高層ビルである。日本で初めて高さ300 mを超えた超高層ビルである大阪府大阪市阿倍野区のあべのハルカス（高さ300.0 m）を抜いて日本で最も高いスーパートールとなった。
64階建てで、展望台は設置されていない。
デベロッパー・設計は森ビル、施工は清水建設。外観デザインをシーザー・ペリ率いるペリ・クラーク・ペリ・アーキテクツが担当した。ペリは着工直前の2019年7月19日に死去、森JPタワーはその遺作となった。

## 概要

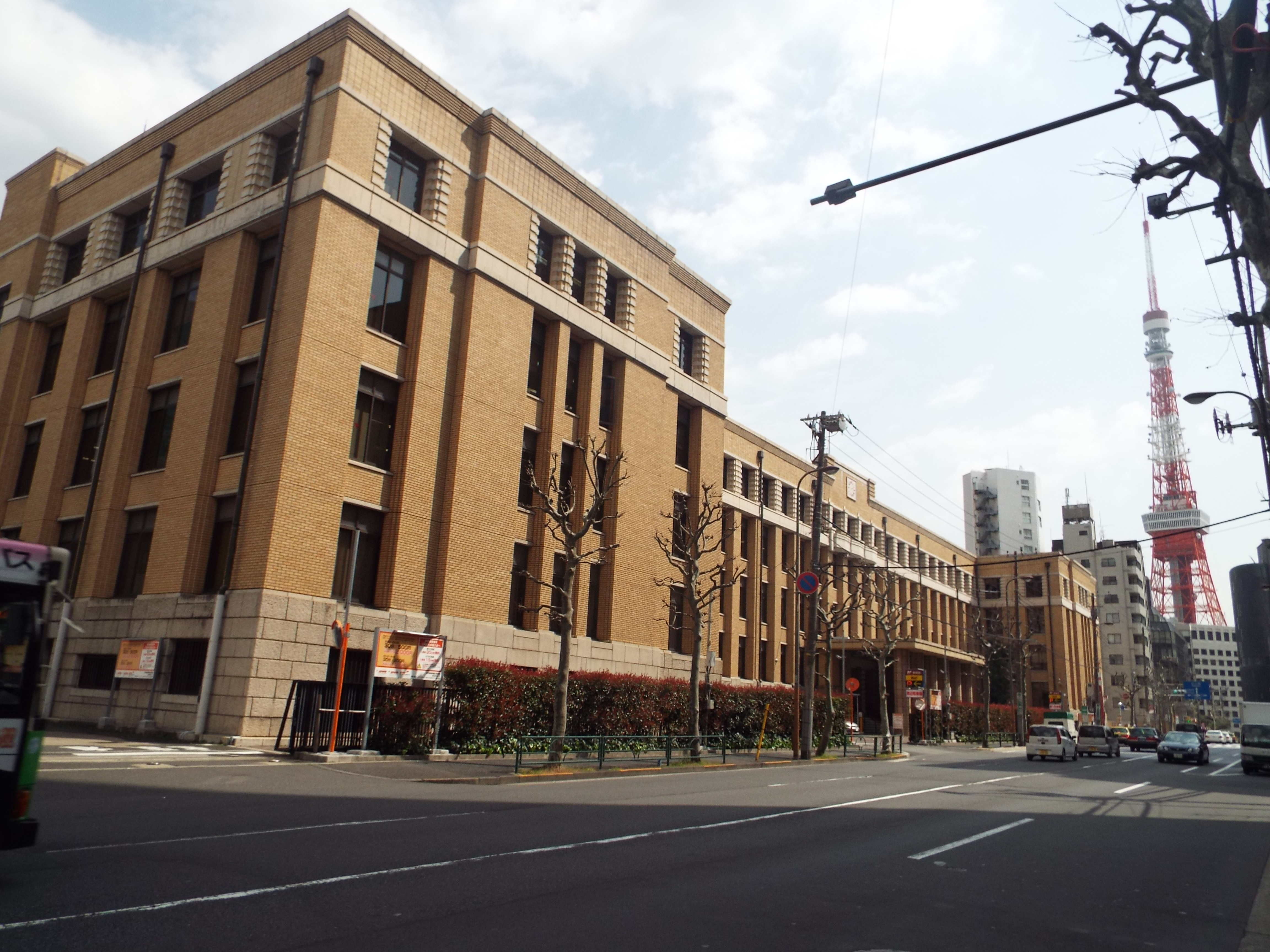
日本郵政グループ飯倉ビル（旧逓信省本省庁舎）

この地にはかつて1930年（昭和5年）に建てられた日本郵政グループ飯倉ビル（旧逓信省本省庁舎）が存在していたが、再開発に伴い2018年に閉館、翌年解体され、その跡地に建設されたものである。
ビル内には商業施設、医療施設、インターナショナル・スクール「ブリティッシュ・スクール・イン・東京」（地下1階 - 7階）、オフィス（7階 - 52階）、ヒルズハウス（33階 - 34階）、さらに上層部（53階 - 64階）にはアマンによる集合住宅「アマンレジデンス 東京」（全90戸）がそれぞれ入ることになっており、地下にはコージェネレーションシステムの導入も予定されている。また、それまで山王パークタワーに入居していたドイツ銀行の日本の事業拠点が2024年（令和6年）に移転することが決定している。
建設地は本来、東京国際空港（羽田空港）の外側水平表面の規制の関係で300 m級の建築物は建てられない地域であったが、建設地周辺に東京タワーが存在する中で航空機が問題なく運用できていることを根拠に、国土交通省に東京タワーの高さ（333 m）まで規制を特例で緩和させた。2023年6月30日に竣工し、7月3日に竣工式が行われ、11月24日には麻布台ヒルズ全体が開業を迎えた。

## 耐震性能を高める4つの装置
- 「座屈拘束ブレース」：大地震時に振動エネルギーを効果的に吸収(1200基)
- 「オイルダンバー」：揺れのエネルギーを吸収することで大地震時に制振効果を発揮(304基)
- 「粘性体制震壁」：地震・風揺れ時に建物の揺れの振動エネルギーを吸収(302基)
- 「アクティブマスダンパー」：建物の揺れと反対方向に「おもり」を動かすことで地震に対する居住性の改善(4基)を図っている。

以上により特級レベルの耐震性能をクリアしており、停電時や災害時には強固なBCP対応が実現できる。帰宅困難者にも対応できる震災備蓄品や震災井戸なども控えている。

## 主な施設
- 54 - 64F: アマンレジデンス 東京
- 53F: 機械室
- 35 - 52F: オフィスフロア
  - 48F: エービーシー・マート
- 33 - 34F: Hills House
- 7 - 32F: オフィスフロア
  - 32F: SHIFT
  - 27F: トレジャーデータ
  - 25F: カカオピッコマ
  - 24F: プロジェクトホールディングス、プロジェクトカンパニー
  - 23F: GO、株式会社IRIS、NTTドコモ・ベンチャーズ
  - 20 - 21F: パーソルキャリア
  - 17F: エージェント・スミス
  - 16F: ドイツ銀行[13]
  - 15F: HONEST[注釈 4]
  - 12 - 14F: ベイカレント
  - 11F: ヴィアトリス製薬
  - 10F: 日本タタ・コンサルタンシー・サービシズ
- 5F - 6F: 慶應義塾大学病院予防医療センター
- 5F: 外務省外交史料館展示室
- B1 - 7F: ブリティッシュ・スクール・イン・東京 麻布台ヒルズキャンパス
- B1 - 4F: タワープラザ（レストラン・ショッピング・ライフサービスフロア）
  - 4F: 麻布台ヒルズ郵便局
  - B1F(LL)・1F(UL): オフィスエントランス
- B4 - B2F: P1駐車場

写真で見る麻布台ヒルズ森JPタワー

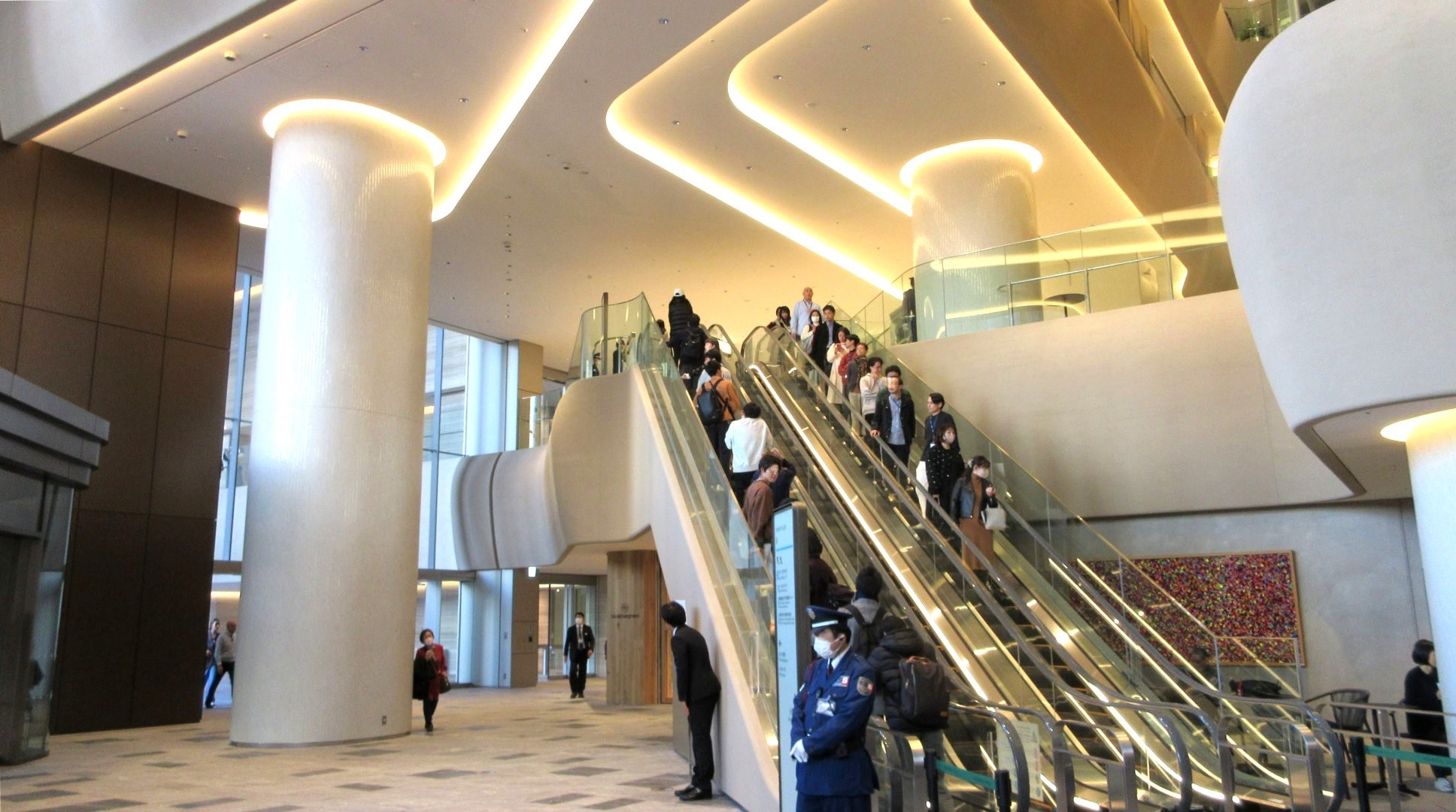
JPタワーへと連なるタワープラザ
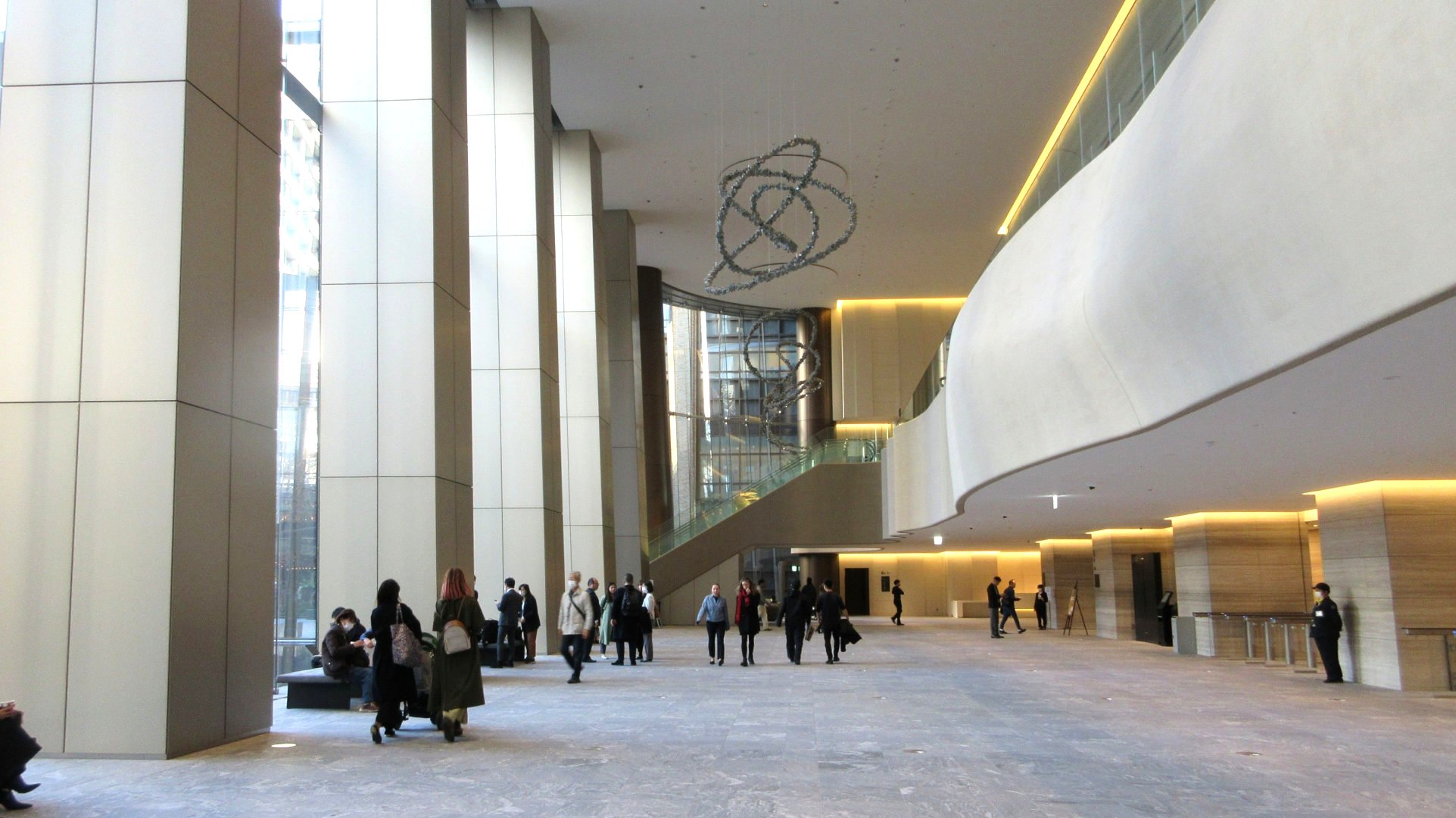
Office Lobbyを進んでエレベーターへ
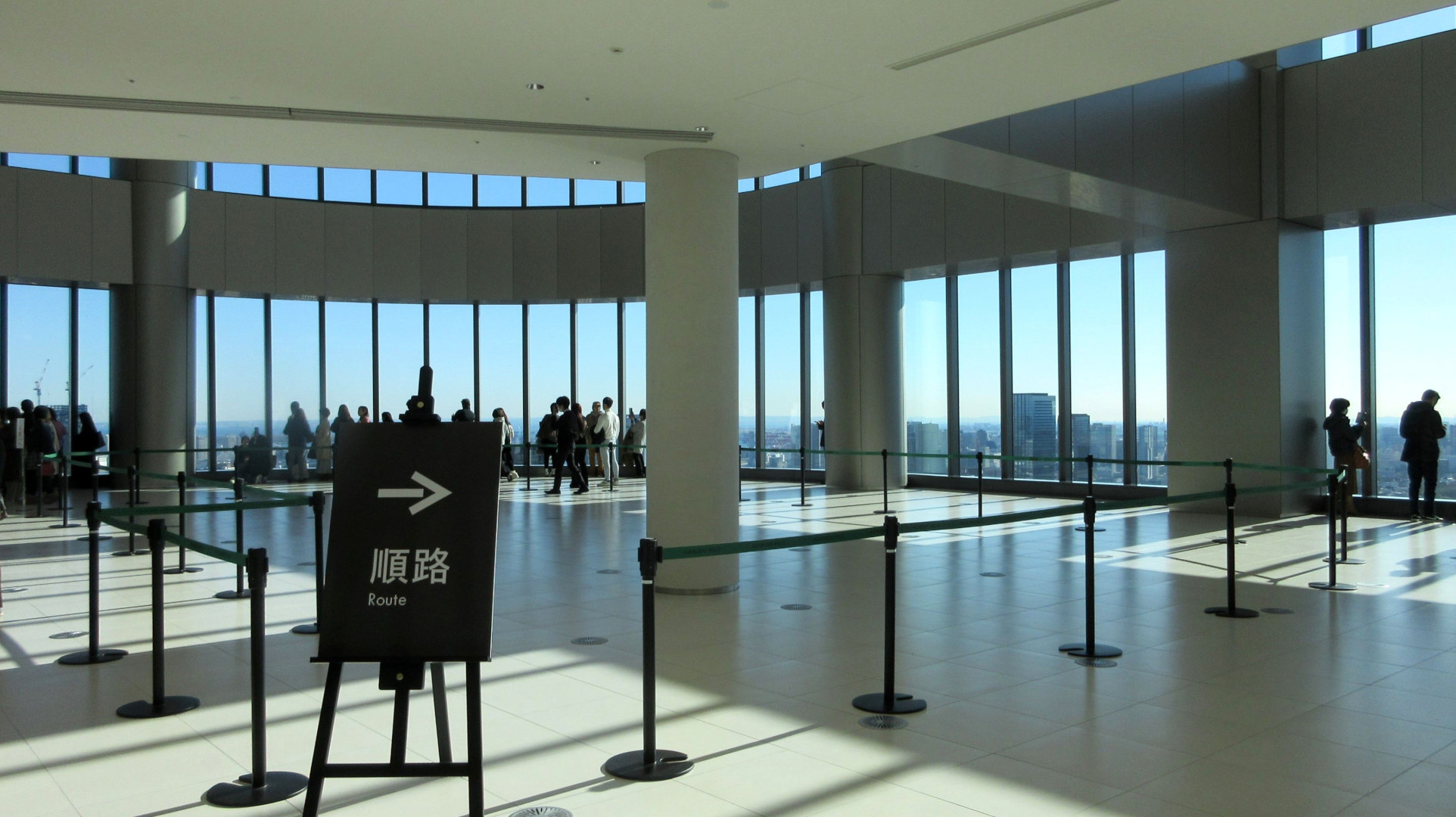
Sky Lobbyへ入る
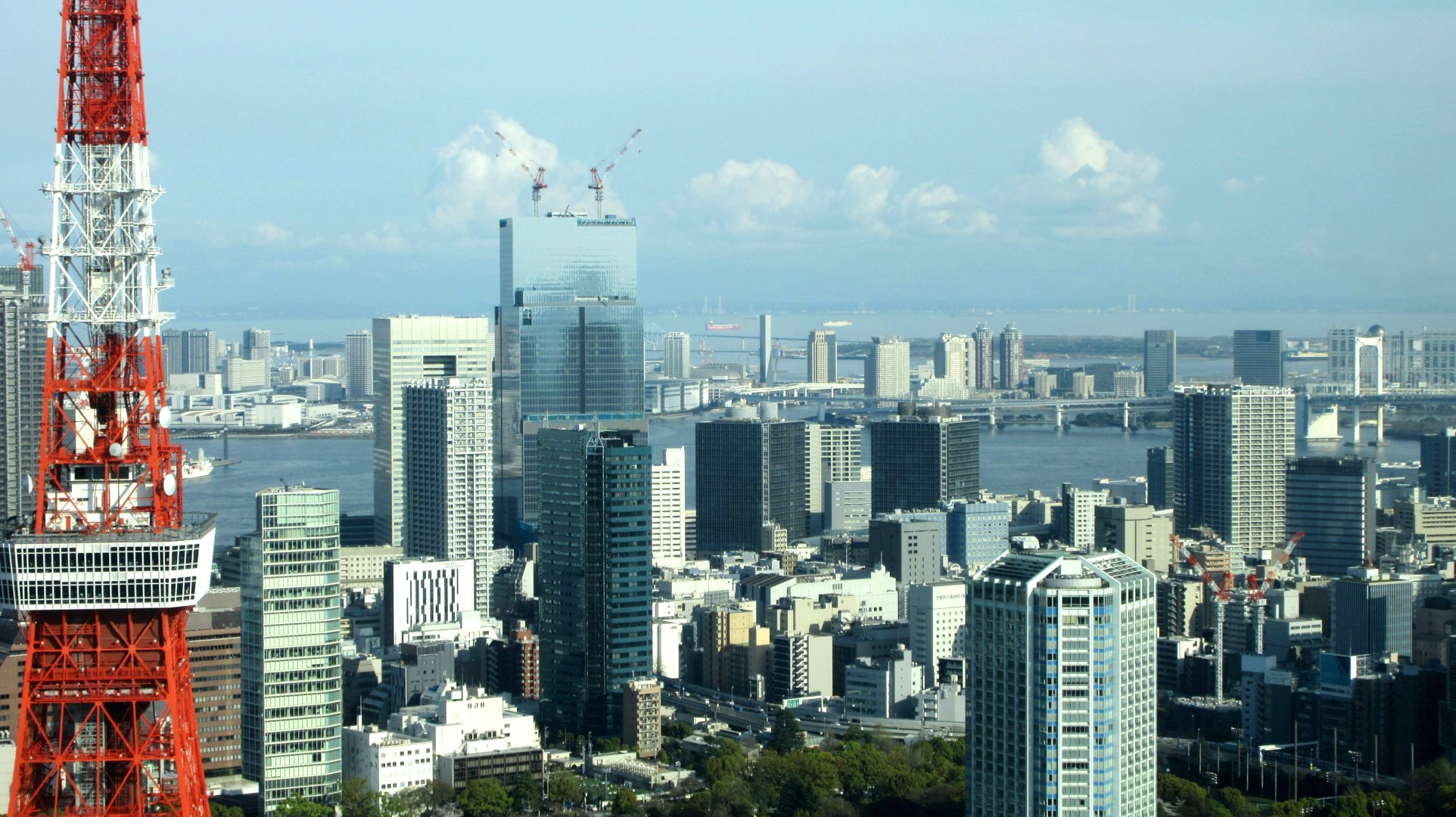
芝浦や有明方面
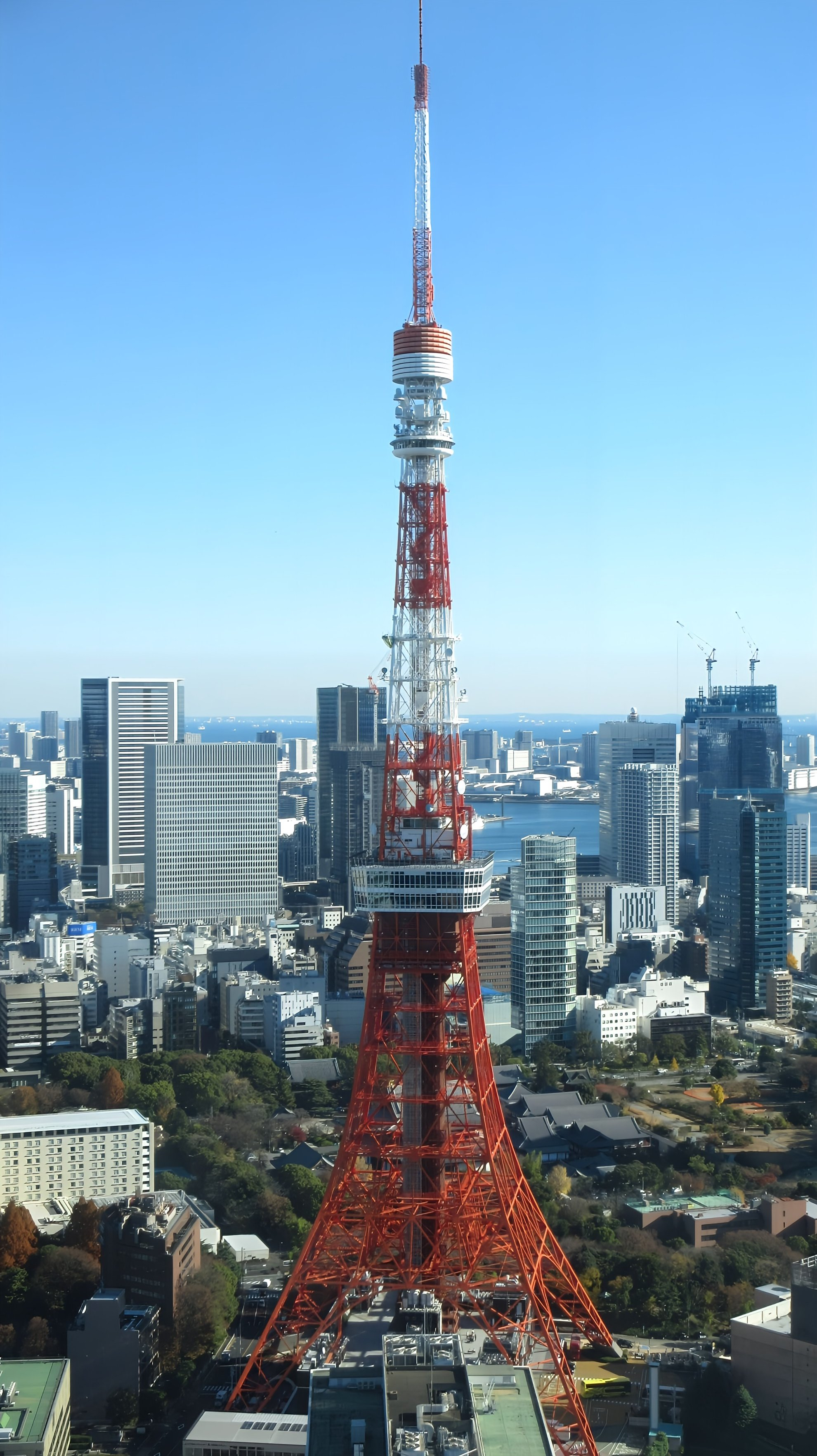
東京タワー(背後に増上寺)
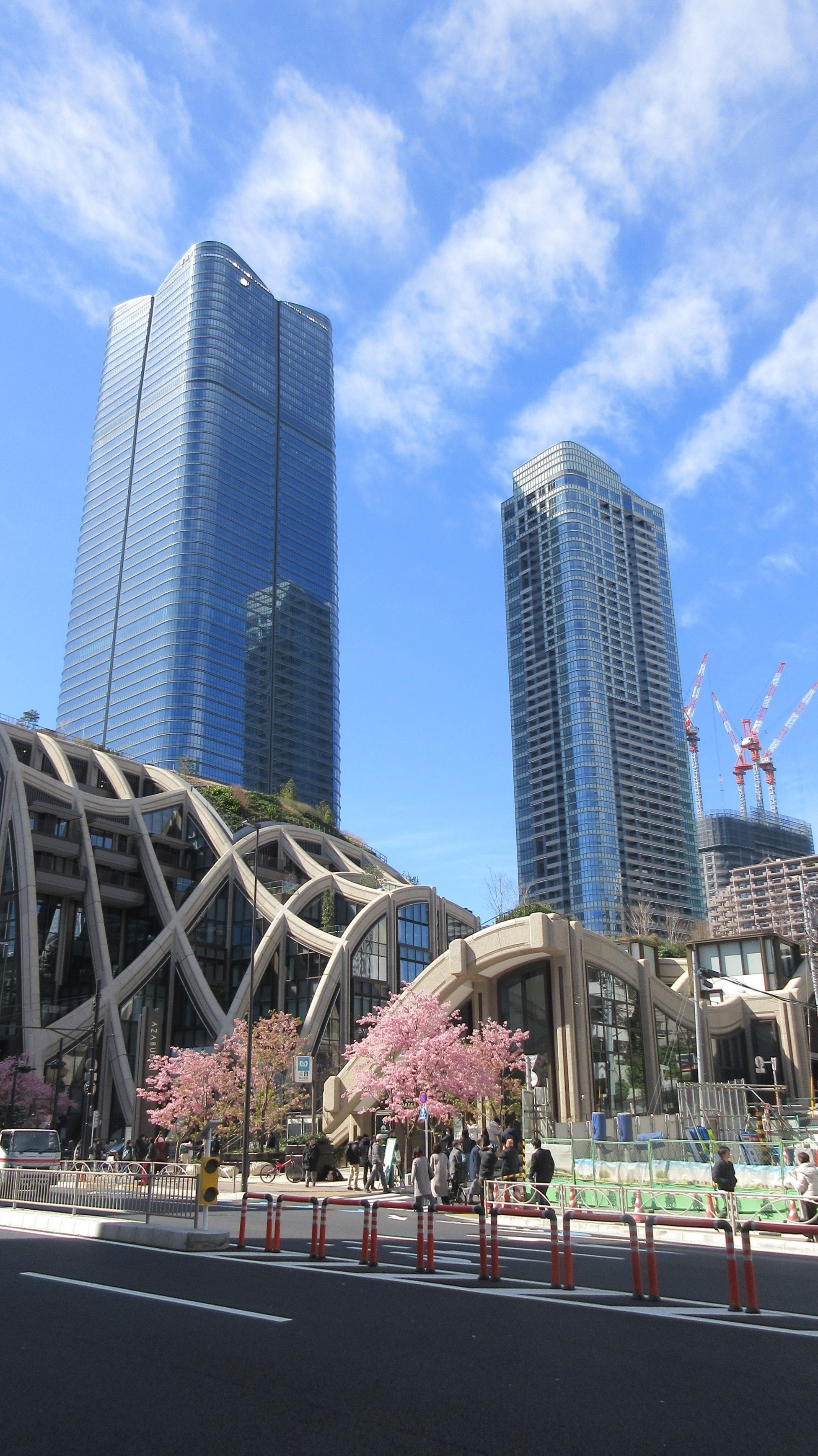
川津桜と観光客
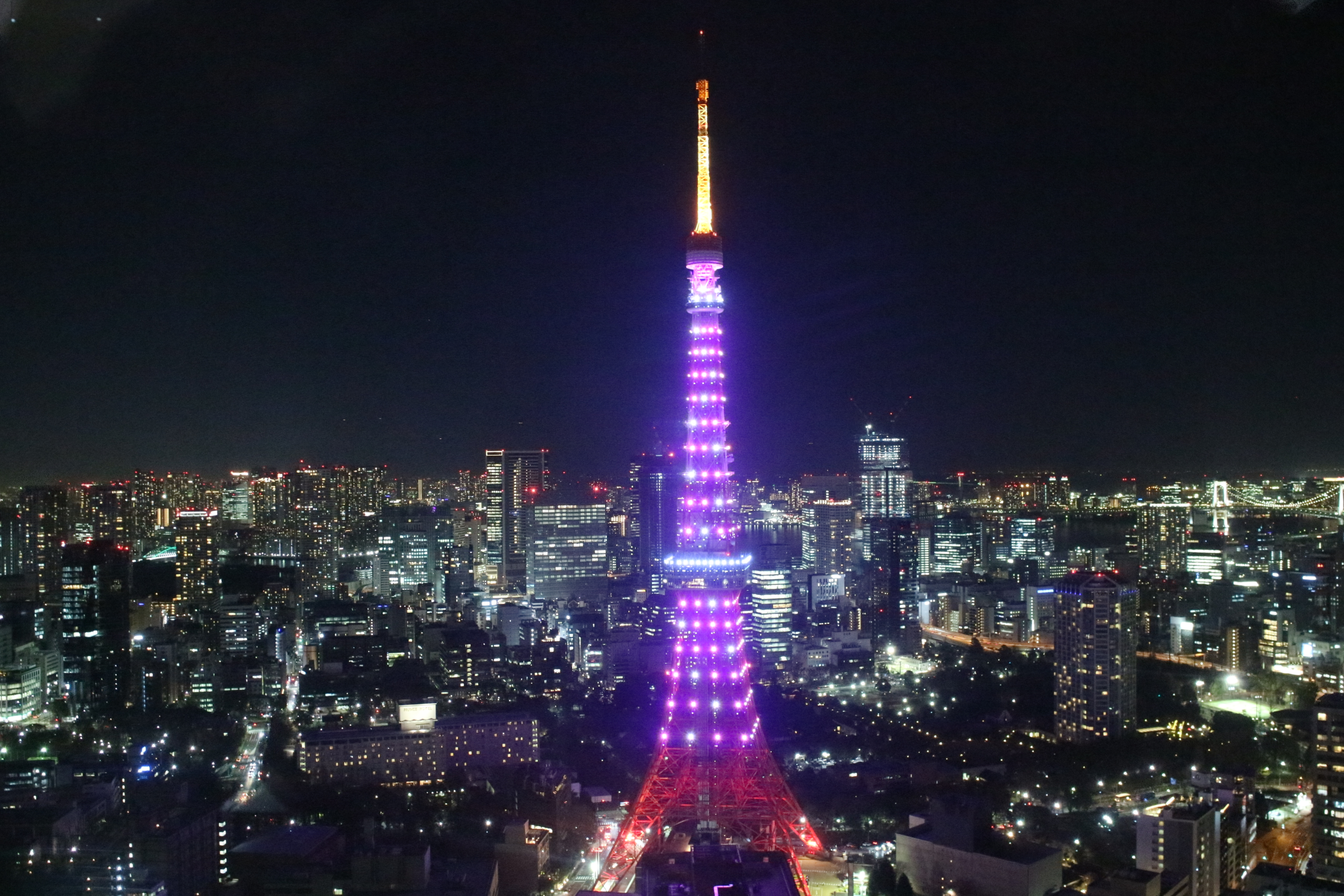
夜景